# کاراکول (شهرستان اوست-کانسکی، جمهوری آلتای)
کاراکول (به لاتین: Karakol) یک منطقهٔ مسکونی در روسیه است که در جمهوری آلتای واقع شده‌است.